# Assassins internacionals
Assassins internacionals (títol original en anglès, Killing Gunther) és un fals documental paròdic estatunidenc del 2017 escrit i dirigit per Taran Killam, en el seu debut com a director. Arnold Schwarzenegger protagonitza Gunther al costat del mateix Killam, Cobie Smulders i Bobby Moynihan. Es va estrenar a la carta el 22 de setembre de 2017, abans d'exhibir-se en una selecció limitada de cinemes el 20 d'octubre de 2017 a càrrec de Saban Films. S'ha doblat i subtitulat al català.